# Torrent de Cal Manel Barraca
El Torrent de Cal Manel Barraca o, simplement el Torrent de Cal Manel, és un afluent per l'esquerra de la Rasa de la Creu de les Llaceres, al Bages.

## Municipis per on passa
El curs del Torrent de Cal Manel Barraca transcorre íntegrament pel terme municipal de Cardona.

## Xarxa hidrogràfica
La xarxa hidrogràfica del Torrent de Cal Manel Barraca està constituïda per 8 cursos fluvials que sumen una longitud total de 7.102 m.

### Distribució municipal
El conjunt de la seva xarxa hidrogràfica transcorre íntegrament pel terme municipal de Cardona.